# Widarapayung Kulon
Widarapayung Kulon is een bestuurslaag in het regentschap Cilacap van de provincie Midden-Java, Indonesië. Widarapayung Kulon telt 3025 inwoners (volkstelling 2010).